# The Only Exception
The Only Exception – trzeci singel zespołu Paramore z ich trzeciego albumu Brand New Eyes.
Teledysk do klipu został wyreżyserowany przez Brandona Chesbro.

## Pozycja singla
| Lista (2010)              | Pozycja |
| ------------------------- | ------- |
| New Zealand Singles Chart | 13      |
| UK Rock Chart             | 2       |

## Certyfikaty i sprzedaż
| Kraj                     | Certyfikat         | Sprzedaż   |
| ------------------------ | ------------------ | ---------- |
| Australia (ARIA)         | 2× platynowa płyta | 140 000+   |
| Nowa Zelandia (RMNZ)     | 2× platynowa płyta | 60 000+    |
| Stany Zjednoczone (RIAA) | 2× platynowa płyta | 2 000 000+ |
| Wielka Brytania (BPI)    | platynowa płyta    | 600 000+   |